# Avec toi (album)
Albums de Sylvie Vartan
Une vie en musique Merci pour le regard
Avec toi est le 43e album studio de Sylvie Vartan, sorti le 30 novembre 2018. 
L'opus est enregistré en hommage à Johnny Hallyday, dont la chanteuse reprend treize chansons emblématiques de sa carrière, avant de conclure par un message adressé à Johnny précédent la reprise d'un titre des Beatles très apprécié par le couple.

## Liste des titres
| 1.  | La Musique que j'aime                        | Michel Mallory                           | Johnny Hallyday            | 5:17 |
| 2.  | Gabrielle (The King Is Dead)                 | Long Chris, Patrick Larue (adaptation)   | Tony Cole                  | 2:59 |
| 3.  | Retiens la nuit                              | Charles Aznavour                         | Georges Garvarentz         | 3:04 |
| 4.  | Vivre pour le meilleur                       | Lionel Florence                          | David Hallyday             | 4:23 |
| 5.  | Quelque chose de Tennessee                   | Michel Berger                            | Michel Berger              | 3:52 |
| 6.  | Oh ! Ma jolie Sarah                          | Philippe Labro                           | Tommy Brown, Mick Jones    | 4:26 |
| 7.  | Quand revient la nuit (Mr. Lonely)           | Georges Aber (adaptation)                | Bobby Vinton, Gene Allan   | 2:38 |
| 8.  | Le Pénitencier (The House of the Rising Sun) | Hugues Aufray - Vline Buggy (adaptation) | Alan Price                 | 4:47 |
| 9.  | Je te promets                                | Jean-Jacques Goldman                     | Jean-Jacques Goldman       | 3:50 |
| 10. | J'ai pleuré sur ma guitare (Loving Arms)     | Michel Mallory (adaptation)              | Tom Jans                   | 3:24 |
| 11. | Mirador                                      | Étienne Roda-Gil                         | David Hallyday             | 4:19 |
| 12. | Que je t'aime                                | Gilles Thibaut                           | Jean Renard                | 4:02 |
| 13. | Sang pour sang                               | Éric Chemouny                            | David Hallyday             | 4:27 |
| 14. | Le message                                   | Éric Chemouny                            | Sylvie Vartan              | 0:48 |
| 15. | In My Life                                   | John Lennon, Paul McCartney              | John Lennon Paul McCartney | 2:57 |

## Musiciens
Nota : source pour l'ensemble de cette section :
- John Ferraro : batterie
- Paul Ill : basse
- John Jorgenson : guitare
- Laurence Juber : guitare
- Philippe Russo : guitare additionnelle sur Gabrielle
- Bill Cantos : piano
- Isabelle Staron : chœurs
- Pauline Declinant : chœurs additionnels sur Que je t'aime
- Phillippe Russo : chœurs additionnels sur Vivre pour le meilleur, Je te promets et J'ai pleuré sur ma guitare
- Antoine Russo : chœurs additionnels sur Oh ! Ma jolie Sarah
- Greg O'Connor : programmations et arrangements
- Michael Lloyd : arrangements additionnels